# Only Want You (пісня Ріти Ори)
«Only Want You» — пісня британської співачки Ріти Ори з її другого студійного альбому Phoenix (2018). 1 березня 2019 вийшов ремікс, випущений американським співаком 6lack з його п'ятого альбому.

## Чарти
| Чарт (2018–19)                            | Найвища позиція |
| ----------------------------------------- | --------------- |
| Чехія (IFPI)                              | 62              |
| Ірландія (IRMA)                           | 59              |
| New Zealand Hot Singles (RMNZ)            | 10              |
| Шотландія (Official Charts Company)       | 77              |
| Sweden Heatseeker (Sverigetopplistan)     | 16              |
| Велика Британія (Official Charts Company) | 68              |